# Lomsjö (Kinnarumma socken, Västergötland)
Lomsjö är en sjö i Borås kommun i Västergötland och ingår i Viskans huvudavrinningsområde. Sjön är 9,5 meter djup, har en yta på 0,02 kvadratkilometer och befinner sig 142 meter över havet.